# Csáki Ágnes
Csáki Ágnes névvariáns: Csáky (Budapest, 1955. június 8. –) magyar színésznő, operaénekesnő (szoprán).

## Életpályája
Középiskolai tanulmányait a Bartók Béla Zeneművészeti Szakiskolában végezte. Színészi diplomáját 1983-ban szerezte a Színház- és Filmművészeti Főiskolán, Kazán István operett-musical osztályában. Gyakorlatos színészként 1982-től a Népszínház előadásain szerepelt. 1983–1992 között a Pécsi Nemzeti Színház társulatának tagja, magánénekese volt. 1993-tól szabadfoglalkozású művésznő. Vendégszerepelt Ausztriában, Németországban, Dániában, USA-ban.

## Fontosabb színházi szerepei
- Jacques Offenbach: Hoffmann meséi... Antónia
- Giacomo Puccini: Gianni Schicci... Lauretta
- Johann Strauss: A denevér... Adél, Rosalinda
- Johann Strauss: Bécsi vér... Pepi
- Wolfgang Amadeus Mozart: Figaro házassága... Susanna
- Wolfgang Amadeus Mozart: A varázsfuvola... Papagena; Pamina
- Wolfgang Amadeus Mozart: Cosi fan tutte... Despina
- Farkas Ferenc: A bűvös szekrény... Zulejka
- Kacsóh Pongrác: János vitéz... Iluska
- Gioachino Rossini: Hamupipőke... Clorinda
- Lehár Ferenc: A víg özvegy... Valencienne
- Gaetano Donizetti: Szerelmi bájital... Adina
- Szirmai Albert – Bakonyi Károly: Mágnás Miska... Rolla grófnő

## Filmek, tv
- Hat ördög bújt belém (portréfilm)
- Csocsó, avagy éljen május elseje! (2001)

## Díjai, elismerései
- Szocialista kultúráért (1989)